# Claude Beauchamp
Pour les articles homonymes, voir Beauchamp.
Claude Beauchamp est un journaliste économique et financier, homme d'affaires et homme politique québécois, né le 9 juillet 1939 à Montréal et mort le 12 avril 2020 dans la même ville.

## Biographie
Né à Montréal le 9 juillet 1939, Claude Beauchamp commence sa carrière comme journaliste économique pour La Presse. À la fin des années 1960, il travaille comme chef de bureau à l'Assemblée nationale. Puis, il devient éditeur adjoint et rédacteur en chef du journal Le Soleil de Québec à la fin des années 1970,,. En avril 1971, il est élu président de la Fédération professionnelle des journalistes du Québec (FPJQ), poste qu'il occupera jusqu'en 1973. Il contribue à la fondation du Conseil de presse du Québec en 1973.
De 1980 à 1990, il est président et directeur général des publications Les Affaires.
En 1995, Beauchamp conçoit l'émission Capital Actions sur le Réseau de l'information (RDI) qu'il anime jusqu'en 2004,,.

## Politique
En septembre 1991, Beauchamp est devenu président du Regroupement économique et constitution, une alliance de chefs d'entreprise dont le but était de promouvoir la croissance du secteur privé dans un cadre de fédéralisme canadien renouvelé. En 1992, il soutient et fait campagne pour l'Accord de Charlottetown. 
En politique municipale, dans le but de bloquer la réélection de Jean Doré comme maire, il annonce le 29 novembre 1993 sa candidature à la mairie de Montréal à la tête d'un nouveau parti qu'il fonde en février 1994, l'éphémère parti Action Montréal (en) qui est dissout deux mois plus tard. Ainsi, sept mois avant les élections, il se retire de la course pour appuyer la candidature de Pierre Bourque de Vision Montréal qui sera élu maire en novembre 1994.

## Mort
Souffrant d’une maladie chronique depuis plusieurs années, il meurt le 12 avril 2020, à 80 ans, après avoir contracté la Covid-19. Dans l’urgence de la pandémie, le Centre hospitalier de l’Université de Montréal l’avait transféré quelques semaines plus tôt au Centre d’hébergement Yvon-Brunet, où plus de la moitié des résidents ont été infectés.

## Distinctions
En 1984, Beauchamp reçoit le prix Olivar-Asselin, décerné par la Société Saint-Jean-Baptiste de Montréal à un journaliste québécois qui s'est démarqué à la défense du français au Québec. Sa carrière est également soulignée par l'Association des économistes québécois, qui lui remet un prix d'excellence en 2012.